# زيروقيات
الزيروقيات (الاسم العلمي: Glaucocystales) هي رتبة من الطحالب الزرقاء تتبع الطائفة الزرقانانية.

## فصائل
- الزيروقات